# Ragnar Granit
Ragnar Arthur Granit (30. října 1900, Riihimäki, Finsko – 12. března 1991, Stockholm, Švédsko) byl finsko-švédský neurofyziolog a nositel Nobelovy ceny.

## Životopis
V období 1935 až 1940 působil jako profesor na helsinské univerzitě, poté na švédském Karolinska Institutet. Byl také prezidentem Královské švédské akademie věd. V roce 1967 obdržel spolu s Georgem Waldem a Haldanem Kefferem Hartlinem Nobelovu cenu za fyziologii a medicínu za průzkum fyziologických a chemicko vizuálních procesů v oku.